# Enzo Barrenechea
Enzo Alan Tomás Barrenechea  (Villa María, Argentina, 22 de mayo de 2001) es un futbolista argentino que juega de centrocampista en el S. L. Benfica de la Primeira Liga de Portugal.

## Trayectoria
En sus primeros años de vida actuó en el C. A. Newell's Old Boys. En el verano de 2019 se trasladó al F. C. Sion por 3.1 millones de euros. En invierno de 2020 pasó a la Juventus Next Gen -el equipo de reserva de la Juventus F. C.- para la siguiente temporada.
Debutó con la Juventus Next Gen el 25 de octubre de 2020 en la victoria a domicilio contra el Lucchese. El 22 de mayo de 2021 se lesionó el ligamento cruzado anterior. El 20 de febrero de 2022 volvió a jugar tras su lesión entrando como suplente en el minuto 59 contra el 1913 Seregno Calcio empatando 2–2. El 2 de abril marcó el primer gol de su carrera en el empate a uno contra el Virtus Vecomp Verona. El 21 de mayo marcó el gol decisivo en el minuto 12 del partido de vuelta de la segunda ronda de las fases nacionales de repesca, en un encuentro que ganó por 1-0 contra el Calcio Padova, lo que no impidió que la Juventus de Turín "B" fuera eliminada de la repesca.

## Estilo de juego
Juega de centrocampista defensivo y ha sido comparado con Paul Pogba y Steven Nzonzi.

## Estadísticas

### Clubes
Actualizado al último partido disputado el 6 de agosto de 2025.
| Club                       | Div.          | Temporada     | Liga  | Liga  | Liga   | Copas nacionales | Copas nacionales | Copas nacionales | Copas internacionales | Copas internacionales | Copas internacionales | Total | Total | Total  |
| Club                       | Div.          | Temporada     | Part. | Goles | Asist. | Part.            | Goles            | Asist.           | Part.                 | Goles                 | Asist.                | Part. | Goles | Asist. |
| -------------------------- | ------------- | ------------- | ----- | ----- | ------ | ---------------- | ---------------- | ---------------- | --------------------- | --------------------- | --------------------- | ----- | ----- | ------ |
| Juventus Next Gen · Italia | 3.ª           | 2020-21       | 3     | 0     | 0      | 0                | 0                | 0                | —                     | —                     | —                     | 3     | 0     | 0      |
| Juventus Next Gen · Italia | 3.ª           | 2021-22       | 13    | 2     | 0      | 0                | 0                | 0                | —                     | —                     | —                     | 13    | 2     | 0      |
| Juventus Next Gen · Italia | 3.ª           | 2022-23       | 26    | 4     | 1      | 5                | 0                | 1                | —                     | —                     | —                     | 31    | 4     | 2      |
| Juventus Next Gen · Italia | Total club    | Total club    | 42    | 6     | 1      | 5                | 0                | 1                | 0                     | 0                     | 0                     | 47    | 6     | 2      |
| Juventus de Turín · Italia | 1.ª           | 2022-23       | 3     | 0     | 0      | 0                | 0                | 0                | 2                     | 0                     | 0                     | 5     | 0     | 0      |
| Juventus de Turín · Italia | Total club    | Total club    | 3     | 0     | 0      | 0                | 0                | 0                | 2                     | 0                     | 0                     | 5     | 0     | 0      |
| Frosinone Calcio · Italia  | 1.ª           | 2023-24       | 36    | 0     | 1      | 3                | 1                | 0                | —                     | —                     | —                     | 39    | 1     | 1      |
| Frosinone Calcio · Italia  | Total club    | Total club    | 36    | 0     | 1      | 3                | 1                | 0                | 0                     | 0                     | 0                     | 39    | 1     | 1      |
| Valencia C. F. · España    | 1.ª           | 2024-25       | 31    | 1     | 2      | 2                | 0                | 0                | —                     | —                     | —                     | 33    | 1     | 2      |
| Valencia C. F. · España    | Total club    | Total club    | 31    | 1     | 2      | 2                | 0                | 0                | 0                     | 0                     | 0                     | 33    | 1     | 2      |
| S. L. Benfica Portugal     | 1.ª           | 2025-26       | 0     | 0     | 0      | 1                | 0                | 0                | 1                     | 0                     | 0                     | 2     | 0     | 0      |
| S. L. Benfica Portugal     | Total club    | Total club    | 0     | 0     | 0      | 1                | 0                | 0                | 1                     | 0                     | 0                     | 2     | 0     | 0      |
| Total carrera              | Total carrera | Total carrera | 112   | 7     | 4      | 11               | 1                | 1                | 3                     | 0                     | 0                     | 124   | 8     | 5      |

## Palmarés

### Títulos nacionales
| Título                | Club          | País     | Año  |
| --------------------- | ------------- | -------- | ---- |
| Supercopa de Portugal | S. L. Benfica | Portugal | 2025 |